# Đản Ván
Đản Ván là một xã thuộc huyện Hoàng Su Phì, tỉnh Hà Giang, Việt Nam.

## Địa lý
Xã Đản Ván nằm ở phía Bắc của huyện Hoàng Su Phì, có vị trí địa lý:
- Phía đông giáp xã Túng Sán
- Phía tây giáp xã Pố Lồ và xã Thèn Chu Phìn
- Phía nam giáp thị trấn Vinh Quang và xã Tân Tiến
- Phía bắc giáp huyện Vị Xuyên và xã Thèn Chu Phìn.

Xã Đản Ván có diện tích 17,22 km², dân số năm 2019 là 2.112 người, mật độ dân số đạt 123 người/km².

## Hành chính
Xã Đản Ván được chia thành 8 thôn: Thinh Na, Lủng Khum, Lủng Nàng, Thượng 1, Thượng 2, Thượng 3, Xếp, Pô Ải.